# Zorocrates colima
Zorocrates colima is een spinnensoort uit de familie Zoropsidae. De soort komt voor in Mexico. 